# Charlotte Bournonville
Charlotte Helene Frederikke Bournonville (29. november 1832 i København – 22. marts 1911 i Fredensborg) var en dansk operasanger og skuespiller.
Charlotte Bournonville var næstældste datter af den berømte balletmester August Bournonville. Hun debuterede som sanger i 1857 i Stockholm. Tre år senere debuterede hun den 12. maj 1859 på Det Kongelige Teater som Angela i operaen Den sorte Domino af Auber. Charlotte Bournonville sang partier både som sopran (f.eks. ovennævnte Angela) og som mezzosopran (f.eks. Fru Malfred i Liden Kirsten). Hun havde ikke det store sceniske sangtalent, men høstede stor ære af at være lærer for Christian 9.s døtre, hvilket medførte en udnævnelse til Kongelig kammersangerinde i 1864. Charlotte Bournonville optrådte som skuespiller i adskillige skuespil af Holberg. I juni 1883 trak hun sig tilbage fra scenen.
Hun stod for udgivelsen af sin fars erindringer August Bournonville's Efterladte skrifter i 1891.

## Fodnoter
1. ↑  Nils Schiørring: "Bournonville i Stockholm" i Dansk Musiktidsskrift, 1943, nr. 8, s. 203.
Det Virtuelle Musikbibliotek (Webside ikke længere tilgængelig)
2. ↑  Roller på Det Kongelige Teater
3. ↑  "Niels Krabbes hjemmeside: Liden Kirsten indledning". Arkiveret fra originalen 18. maj 2006. Hentet 2. februar 2010.